# ボーイング
ボーイング・カンパニー（英語: The Boeing Company）は、アメリカ合衆国のバージニア州アーリントンに本社を置く世界最大の航空宇宙機器開発製造会社。1997年にマクドネル・ダグラス社を買収したため、現在アメリカで唯一の大型旅客機メーカーであり、ヨーロッパのエアバス社と世界市場を二分する巨大企業である。また旅客機だけでなく、軍用機、ミサイル、ヘリコプター、宇宙船や宇宙機器などの研究開発、設計製造を行う。機体の設計に関して有限要素法の設計手法の導入に先んじており、その技術は車輌構体設計など他分野にも技術供与されており、世界の航空宇宙機器業界をリードしている。

## 歴史

### 創業期
この会社は、ウィリアム・E・ボーイングとアメリカ海軍技師ジョージ・コンラッド・ウエスターバレットによって、1916年7月15日にシアトルにて設立され、彼らの頭文字から "B&W" と名付けられた。
第1号機は会社名と同じ"B&W" と命名された双フロートの水上機であった。この会社名はすぐに "Pacific Aero Products" に変更され、1917年に会社名はボーイング航空機株式会社 （"Boeing Airplane Company"） と改名される。1917年当時第一次世界大戦を戦っていた海軍のパイロット養成用に双フロート複葉単発の練習機モデルCが採用され、約700機を生産し航空機メーカーとしての地位を築いた。
第一次世界大戦終了後、軍用機の需要は無くなった。旅客輸送も未発達であったため、アメリカでの主要な航空機需要は郵便機であった。ボーイング社はモデルCの最終生産機C-700を使って、アメリカのシアトルとカナダのバンクーバーの間で、世界初の国際航空郵便の輸送を始めた。輸送部門はBOEING AIR TRANSPORT社として事業を拡大してゆくが、使用機も双発のモデル40Aなど近代化されていった。

### 大戦間期

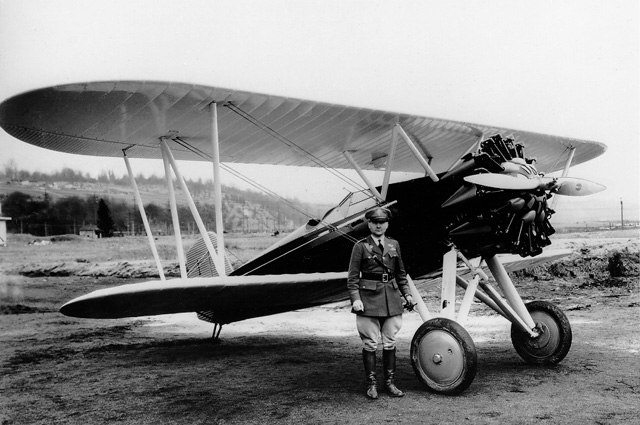
戦闘機P-12

1923年に陸軍に採用された戦闘機P-12は海軍にもF4Bとして採用され、シリーズ総計586機が納入された。郵便機から発展した民間機分野では、1933年に画期的な旅客機ボーイング247（乗客10名）を開発した。当時の飛行機は複葉帆布張り固定脚であったが、247は全金属製・低翼・単葉・引き込み脚を採用し巡航速度300km/h以上を発揮し、アメリカの航空会社は競って導入した。1929年にはエンジンメーカープラット・アンド・ホイットニーなどと共に航空機の製造から運航までの全てを手がける巨大企業ユナイテッド・エアクラフト・アンド・トランスポートを設立した。
しかし、タイプ247の天下は長く続かず、1935年に開発されたより大型・高速のダグラス DC-3に取って代わられた。また、1934年に独占禁止法の適用を受けたため、エンジン製造部門や航空輸送部門は分離され、それぞれがユナイテッド・テクノロジーズとユナイテッド航空となった。
この後1950年代まで、世界で最初に与圧室を装備したボーイング307（初飛行1938年）等意欲的な新型旅客機を数々生産するが、商業的には大きな成功は得られない状況が続いた。軍用機分野では1936年に自社開発した4発大型爆撃機であるモデル299 B-17が陸軍航空隊に採用された。この機は爆撃機としての性能は素晴らしかったが、あまりに大型かつ高価であったため当初の発注数は少数にとどまった。

### 第二次世界大戦

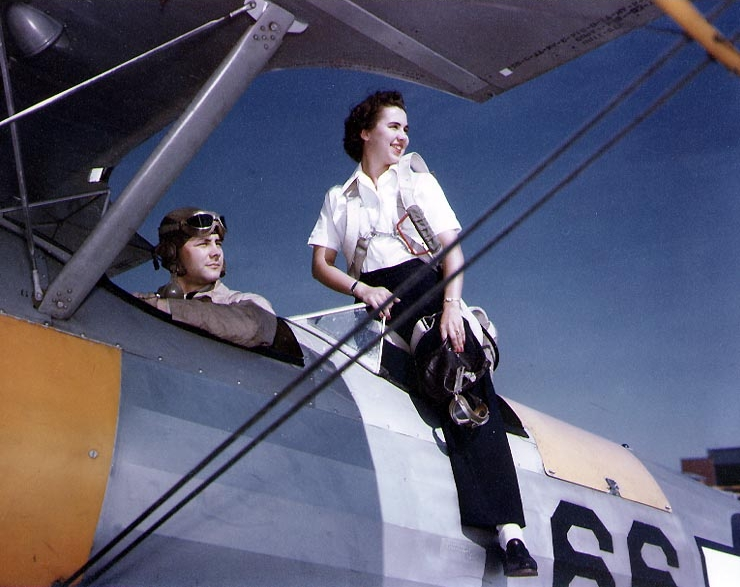
モデル75の海軍向け仕様のN2S

1939年にステアマン・エアクラフトを買収。同社が開発を進めていた複葉機をボーイング・ステアマン モデル75として完成させた。1941年にアメリカが第二次世界大戦へ参戦したことで需要が急増し、アメリカ陸軍航空軍（PT-13）とアメリカ海軍（N2S）の初等練習機として10000機以上を納品した。
参戦後は従来主力爆撃機とされていた双発機の能力では不十分であることが判明し、B-17がヨーロッパ戦線における米軍の主力爆撃機として大量に生産・運用された。大量の爆弾を搭載し、長距離を移動できる大型爆撃機は、B-17によって戦略爆撃機の確固たる地位を築いた。そしてボーイング社は、B-17で大型爆撃機メーカーとして名を馳せた。続いて当時の「超」大型爆撃機であるモデル345 B-29 スーパーフォートレスは、他企業の工場まで稼動させるほどの大量生産を行い、長距離侵攻能力を生かして日本本土への戦略爆撃に使用された（→日本本土空襲参照）。また、エノラ・ゲイとボックスカーの2機により世界で唯一、実戦で広島・長崎へ原子爆弾を投下した機種となった。

### 第二次世界大戦後
軍用機部門では、大型爆撃機メーカーとして後退翼ジェット爆撃機モデル450 B-47 ストラトジェット（初飛行1947年）と後継機モデル464 B-52 ストラトフォートレス（初飛行1952年）を開発生産した。
民間機部門は中大型の旅客機に注力し、B-29の主翼や尾翼を流用した豪華旅客機ボーイング377 ストラトクルーザーを1947年に開発したが、経済性でライバルに劣り、購入されたのは僅か56機であった。

### 大型ジェット機の開発

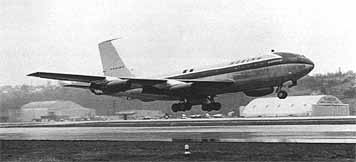
367-80

当時、旅客機の主流はレシプロエンジンであり、ジェット機の採用には航空会社も消極的であったが、ボーイング社は早晩ジェットエンジン装備の本格的旅客機の需要が高まると予測し、1952年に自社資金1600万ドルを投じて開発の開始が決定された。当時、アメリカ空軍では前述のB-47、B-52のほかにもコンベアB-58 ハスラーが開発中であり、後にXB-70超音速爆撃機の計画も進んでおり、これらボマーフリートが縦横に活躍するためには、当時の主力空中給油機であるKB-29/KB-50/KC-97といったB-29をベースとする改造機では性能不足、数量不足になることが明白であり、1953年にはアメリカ空軍より「800機のジェット給油機が必要になる」との見通しも発表されていた。
ボーイングはこの機体をジェット機であることを隠蔽するため、開発中はC-97（モデル367）の改良であると装った。これの80番目の設計案すなわち「ダッシュ80」が採用され、試作機の製作に取り掛かった。ダッシュ80（367-80）は1954年5月にロールアウトし、同年7月に初飛行したが、アメリカ空軍は同じ年の5月に、新型ジェット空中給油/輸送機の要求仕様を発表していた。ここでライバルに圧倒的優位に立っていたボーイングの案は、8月にモデル717 KC-135 ストラトタンカーとして採用が決定し、10月に最初の生産型29機を受注している。
367-80を元に旅客機として再設計した民間型ボーイング707の最初の発注はパンアメリカン航空より1955年に行われ、以後従来のレシプロ旅客機の2倍の速度で2倍の旅客数（150-200人）を運ぶことができる革新的な機体であり、またボーイング初のジェット旅客機となった。旅客機のほか早期警戒管制機E-3 セントリーなどのベースともなった。
軍用型、民間型ともに始祖となる試作機ダッシュ80は、1972年にスミソニアン航空宇宙博物館に寄贈されていたが、1990年にボーイングに送り返され、飛行可能な状態にレストアされた。

### 旅客機の雄
ボーイング707は高速を生かして長距離国際線用に使用され、一般人の海外旅行をより容易にすることに役立った。続いて1963年に中距離用のジェット旅客機ボーイング727を開発した。この機体は三重隙間フラップ等の強力な高揚力装置を装備して離着陸性能を改善し、中規模空港でも運用が出来るようにした。この結果、それまでバイカウント等のターボプロップ機が運航していた中距離路線にもジェット機が進出するようになった。さらに、ジェット旅客機のベストセラーシリーズとなる小型の短距離機、ボーイング737を開発して航空輸送のジェット化を著しく推し進めた。

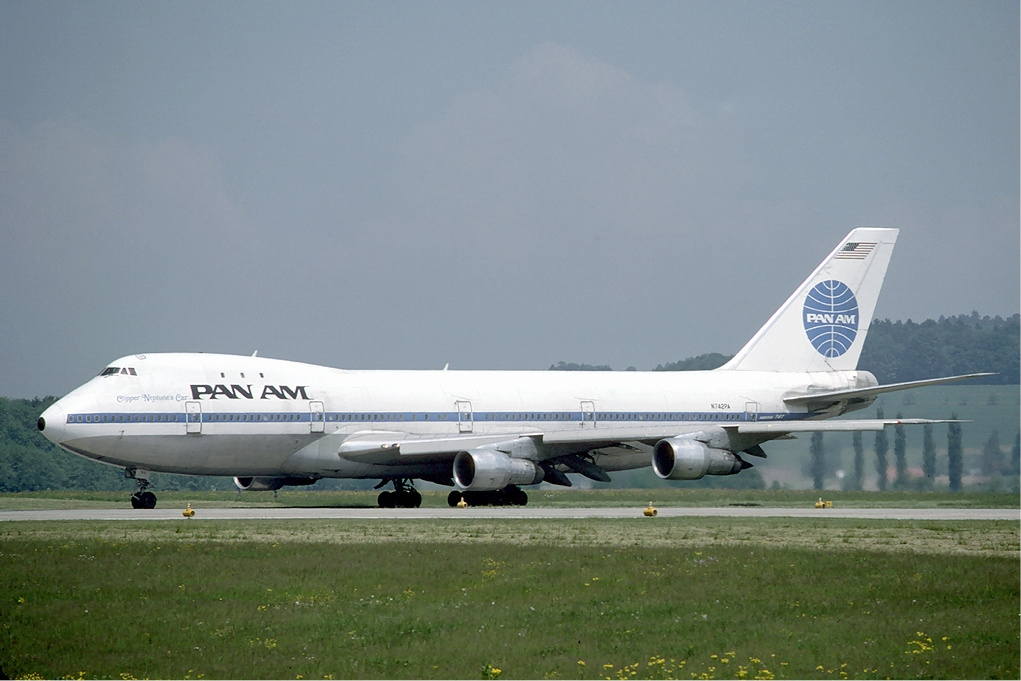
嚆矢となったパンアメリカン航空のボーイング747

ボーイングは1963年にCX-HLS次期主力輸送機計画を打ち出した米空軍と契約を結び大型輸送機の研究開発を結んだ。1965年にロッキード社との競争に敗北し、軍用機として採用されることはなかったが、このころ将来の国際線（長距離飛行）主力機としてのパンアメリカン航空（パンナム）の開発要請があったことから、民間機として転用されることとなった。後に「ジャンボジェット」と呼ばれ世界中で親しまれることとなるボーイング747（4発、350-550人乗り）である。一部二階建てになっているのは、1階全てを荷物空間とし、機首のハッチを上げることで戦車を機体前部から直接乗せ得るようにした空軍輸送機としての設計を引き継いだことによるものである。
当初エンジンの出力不足から設計時の速度性能が得られなかったため、747は徹底した軽量化を施されて就航した。後に、エンジンの換装に加えて機首を始めとする各部の補強を強いられることとなった。旅客機としては1969年に初飛行した747であったが、当時としてはあまりにも巨大な機体であったため、航空評論家らからは「空席だらけの機体」と酷評された。
しかし、パンナムが747を正式採用すると、日本航空や英国海外航空、ルフトハンザなどの大手国際線航空会社も経済性に注目して導入した。航空会社は空席を少しでも減らすため、思い切った料金値下げに踏み切り、一般人が気軽に飛行機に乗れる、バスのような飛行機、エアーバス時代が訪れた。短距離型・経済型・貨物専用型・大型化など次々に改修改良されたシリーズが開発された747は各航空会社の主要路線に投入され、21世紀に至るまで同社の有力機となった。

### 超音速旅客機の開発
ボーイング747の開発に先行する形で、1950年代から1960年代当時にかけて「次世代旅客機」と目されていた超音速旅客機の開発に着手し、1963年6月5日に当時のアメリカ政府が導入した「ナショナル・スーパーソニック・トランスポート計画（国産超音速輸送機計画）」に向けて開発されたボーイング2707が、1966年12月にマクドネル・ダグラスやロッキードの案を退け勝利した。1965年時点でボーイングの契約の80％は軍需であり、超音速輸送機の開発も「ボーイングからきた上院議員」と揶揄されていたヘンリー・M・ジャクソンら政治家が後押してていた。
1969年10月の段階で、パンアメリカン航空の15機を筆頭に、日本航空やエア・インディアなど世界の26の航空会社から122機を受注していたが、高高度飛行によるオゾン層減少の可能性や、空港で発生する騒音、超音速飛行時に生ずるソニックブームなどへの懸念から反対運動が激化していたことや、燃料費が高騰したことなどを受けて、1971年3月にアメリカ合衆国議会上院が資金援助の停止を決定したため、同年5月20日に計画は中止された。

### 国際協力体制
747開発成功以来、ボーイングが旅客機市場を席巻する中で、欧米のライバル社もジェット旅客機開発に取り組んだものの、技術は日々高度化し、開発費は高騰するばかりであった。やがて開発費の重みに耐え切れないメーカーは、次々に独自の旅客機計画を断念し、国際的な協力体制を敷き始める。これが、ヨーロッパ（英仏独西）の多国籍企業エアバス設立の要因である。
エアバスは当初こそ近距離用のA300の1機種しかなく販売面で苦戦したが、政府ぐるみの売り込みや大幅なダンピング販売を行い、同時にA320などを導入し徐々に市場を拡大した。それに伴い、マクドネル・ダグラスやロッキードの旅客機事業は苦しくなった。
ボーイングもオイルショックによる航空不況や多発する航空事故を経て、大型化・高性能化と同時に、安全性や低燃費性も求められた。727の後継機として開発されたボーイング757はエアバスへの対抗上、最新技術を盛り込み、アメリカ国内線や欧州内路線で多数採用された。しかし、開発費全額を自己負担する事は避ける世界的な流れの中で、ボーイングも国際的な分業・協力体制（リスクシェアリング）を敷くようになる。ワイドボディ・双発・中型のボーイング767は高度技術を結集すると共に、日本やイタリアの協力によって開発された。続いて767と747の間を埋めるワイドボディ・双発・大型のボーイング777を完成させたが、こちらも日本企業などが多数参加する国際共同開発によるものである。
737の改良である737NGシリーズ（737-600/700/800/900）では、韓国や中華人民共和国、中華民国などのメーカーが参加している。

### マクドネル・ダグラスの吸収
長年にわたって旅客機業界で大きな市場を占めてきたが、エアバスの追い上げもあり、ボーイングは経営の多角化で乗り切ろうとして、人工衛星などの宇宙分野や航空会社に資金を融資する「ボーイング・キャピタル」など、急速に事業範囲を広げた。また、航空業界再編により、1997年に長年のライバルであるマクドネル・ダグラスを吸収合併し、同社の主力である軍需産業に主体を移している。なお、この合併の際にCIをマクドネル・ダグラスが使用していた「球体（地球）を回るミサイルと航空機」を図案化したシンボルをアレンジしたものに一新している。
本社も2001年9月に西海岸のシアトルから、首都ワシントンD.C.（国防総省）により近い、イリノイ州シカゴに移転した。

### 2000年代

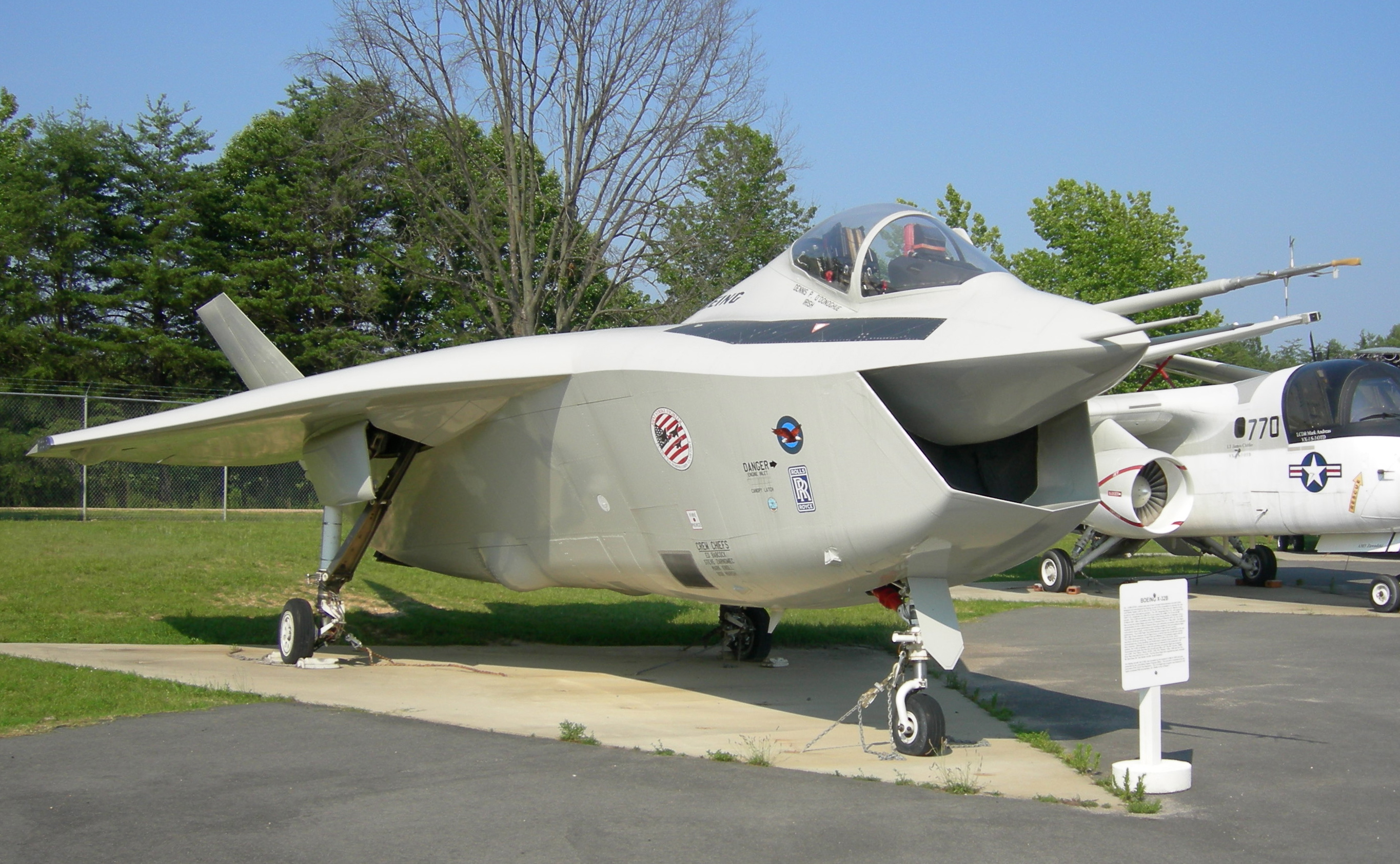
ロッキード・マーティンのF-35に敗れたX-32

かつて主力であった民間機開発は、777以来、次々に新型機計画を発表したものの、株主や資本家の理解が得られない、というかつては考えられなかった理由で10年間も中断された。この間に次々と新型機を販売したエアバスに、ここでも大きく水をあけられた。販売数も1999年にエアバスに追い抜かれ、以後は拮抗した。巻き返しを図ろうと、高亜音速機ソニック・クルーザーや超大型機747Xの開発にも挑んだが、追い討ちをかけるようにアメリカ同時多発テロ事件が発生し、国内航空会社の倒産に伴い販売業績が急激に悪化した。
軍需部門では、大量の発注が見込まれたJSF 統合打撃戦闘機競争において、同社のX-32がロッキード・マーティン社のX-35に敗れた。また、シコルスキー・エアクラフト社と共同開発し、ステルス性を備えたアメリカ陸軍の次期偵察・攻撃ヘリコプター RAH-66 コマンチ 計画も中止されるなど先行き不透明な要素が多くなっている。アメリカ海軍向けP-8A対潜哨戒機の受注を獲得したが、KC-767空中給油機発注をめぐり、国防総省との間で汚職疑惑や中華人民共和国政府へ納入予定だったボーイング767の機内から盗聴器が多数発見された事件が発生した。
2005年、10年ぶりの新型機ボーイング787（旧称：ボーイング7E7）「ドリームライナー」の開発を開始した。20年間で1,000機以上を売り上げたナローボディ双発機の757は、その大きさから737NGと787のターゲットと重なることもあり生産を中止した。続いて747の新型機（747-400の後継機）の計画ボーイング747-8を発表した。

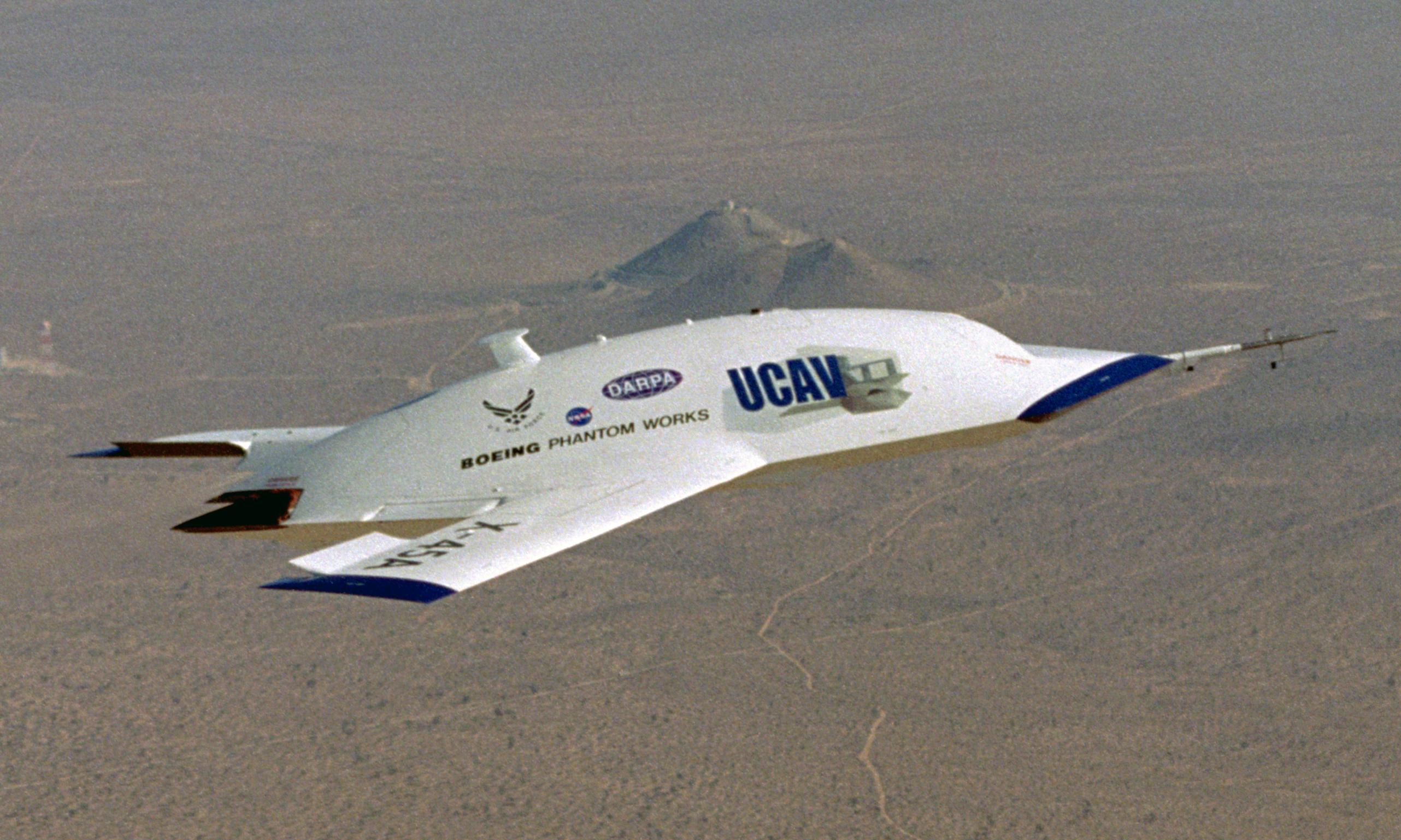
ドライデン飛行研究センター (DFRC) で飛行試験中のX-45A（2002年12月19日）

軍用部門ではファントムワークスを中心に無人機の開発にも力を注いでおり、UCAV（無人戦闘/攻撃機）の分野ではX-45を開発し、統合無人戦闘航空システム(J-UCAS)でノースロップ・グラマンのX-47と競っていたが、2006年に計画自体が中止となった。引き続き海軍無人戦闘攻撃機開発計画の実証機の選定機として名乗りを上げていたが、こちらは2007年にX-47に敗れた。他に小型無人回転翼機であるA160 ハミングバードや、静止可能な回転翼機、CRW (Canard Rotor/Wing (en)) X-50 ドラゴンフライ (en)などの開発に取り組んだ。
2006年の受注数では、新型機のほかにも、737を好調に売り上げ、エアバスを再び抜き返した。また、ボーイングは現在、737や777などの一部の後継機となる旅客機の開発プロジェクト、ボーイング・イエローストーン・プロジェクトを進めている。

### 2010年代
2012年度の売上高 81,698 Million US$ のうち、民間部門が 49,127 Million US$、軍用部門が 32,607 Million US$ 、営業利益 6,311 Million US$ のうち、民間部門が 4,711 Million US$、軍用部門が 3,068 Million US$ である。2012年12月31日時点での受注契約残高は、民間部門が 317,287 Million US$、軍用部門が 55,068 Million US$ 、民需＋軍需の合計で 372,355 Million US$ である。
しかし2008年に納品予定の787の開発、納品が遅れたうえに、2012年に就航後も数々のトラブルに見舞われた。2014年からは、積極的な自社株買いや株主配当の増額と、極端な株主への利益還元を行い始めた。2019年までに行った自社株買いは406億ドル、配当は193億ドルに及んだ。一方で、過去最高純益を記録した2018年12月期でさえも、純資産はわずか4億ドルしかなく、後述する2019年の墜落事故による受注数激減、2020年の新型コロナウイルス感染拡大による航空需要激減の局面では、会社の存続を危ぶまれるほどの経営危機に直面することとなった。
生産はアメリカ国内の工場が主力であるが、2018年12月には中華人民共和国で初の海外工場を建設した。
F-22は、ロッキード・マーチンと共同開発・共同生産の契約になったが、F-35の開発ではロッキード・マーチンの単独受注契約になり、軍需部門で競合他社に敗れる傾向であり、2012年度の売上高や営業利益に対する割合では民需が軍需を上回り、受注契約残高では民需が軍需を大きく上回る状況になっている。このため、P-8のような民間機を改造した機体を提案するなど、飛行機の低コスト化を図っている。2019年2月にエンブラエルの旅客機部門を買収し、軍用輸送機を販売する合弁会社の設立が発表された。これによりボーイングは、小型機から大型機までを揃えることとなったが、これは後に解消した。
2019年5月には、ボーイングの副社長を務めたパトリック・シャナハンが、軍需産業出身者で初めてアメリカ合衆国国防長官に指名され、ボーイングに便宜を図っていた疑惑で倫理調査を受けていたことから、物議を醸した。
2019年3月13日、エチオピア航空302便墜落事故がエチオピアで発生。ボーイング737MAXの運航停止や乗り入れ禁止措置が各国で広がると、他機の受注数にも影響が及び始め、同年4月中のボーイングの旅客機の受注数はゼロとなった。同年12月24日、最高経営責任者のデニス・ミュレンバーグの解任が発表され、後任にはデイヴィッド・カルフーンが就任することになったが、上記のエチオピア航空の事故と、その5ヶ月半前の2018年10月29日に、インドネシアで発生したライオン・エア610便墜落事故の遺族たちは、ボーイングの対応が遅すぎることを非難した。
デニス・ミュレンバーグの解任は、ボーイングが製造した民間宇宙船「スターライナー」のミッション失敗直後に、取締役会が全会一致で決定したとされる。

### 2020年代
2020年1月29日に発表した2019年通期決算は、純損益が6億3600万ドルの赤字、1997年以来22年ぶり。
2024年9月、労働組合による大規模ストライキが始まり、生産がストップした。部品を供給する下請け企業にも影響が広がった。同年10月末に、組合側は会社から提示された4年間で38％の賃上げ、拠出型年金の会社負担引き上げなどが盛り込まれた新協約を受け入れ、同年11月、53日にも及ぶボーイングのストライキが終了。同年11月12日から正常化された。
一方、同年10月、会社側は機体の品質問題やストライキで悪化した財務を改善するため、大規模な人員の削減計画を発表。全従業員の約1割にあたる約1万7千人に対し、同年11月から解雇通知の手続きを始めた。

## 部門
この会社は、ボーイング民間航空機と、統合防衛システムの2つの大きな部門にわけられる。
- ボーイング・キャピタル（英語: Boeing Capital） - 金融業務を担う子会社
- ボーイング民間航空機（英語: Boeing Commercial Airplanes） - 部門
  - ボーイング・フィールド
  - ボーイング・エバレット工場（ボーイング747、767、777、787製造）
  - ボーイング・レントン工場（ボーイング737、P-8 ポセイドン製造）
  - ボーイング・サウスカロライナ工場（ボーイング787の部分組み立て、製造）
  - Aeroinfo Systems
  - Alteon Training、元フライトセイフティボーイング（FlightSafetyBoeing）
  - Aviall
  - Aviation Partners Boeing
  - CDG
  - ジェプセン
  - Preston Aviation Solutions
  - Global Aeronautica
- ボーイング・ディフェンス、スペース・アンド・セキュリティー（英語: Boeing Defense, Space & Security） - 部門
  - ボーイング軍用航空機（Boeing Military Aircraft）
  - グローバル・サービス・アンド・サポート（Global Services & Support）
  - ネットワーク・アンド・スペースシステムズ（Network and Space Systems）
  - ファントムワークス（Boeing Phantom Works）
  - ユナイテッド・ローンチ・アライアンス（50%出資）
  - ボーイング・セントルイス工場（F-15 イーグル、F/A-18 ホーネット製造）
  - ボーイング・フィラデルフィア工場（CH-47 チヌーク、V-22 オスプレイ製造）
  - ボーイング・メサ工場（AH-64 アパッチ製造）
  - ボーイング・エルパソ工場（B-1 ランサー、PAC-3製造）
- Boeing Shared Services Group
  - ボーイング不動産（Boeing Realty）
  - ボーイング旅行マネージメント会社（Boeing Travel Management Company）
  - サプライヤ管理（Supplier Management）
- Engineering, Operations & Technology
  - Boeing Research & Technology
  - Boeing Test & Evaluation
  - Intellectual Property Management
  - Information Technology
  - Environment, Health, and Safety
- ボーイング・ジャパン株式会社（Boeing Japan, Co Ltd.）
- ボーイング・オーストラリア（英語: Boeing Australia Holdings Pty Ltd） - 子会社

## 製品

### 航空機

#### 民間機

##### 生産中
- ボーイング ビジネスジェット
- ボーイング737MAX
  - ボーイング737-7
  - ボーイング737-8
  - ボーイング737-8-200
  - ボーイング737-9
  - ボーイング737-10
- ボーイング767
  - ボーイング767-300F
- ボーイング777
  - ボーイング777-200LR
  - ボーイング777-300ER
  - ボーイング777F
  - ボーイング777X
    - ボーイング777-8
    - ボーイング777-8F
    - ボーイング777-9
- ボーイング787 ドリームライナー
  - ボーイング787-8
  - ボーイング787-9
  - ボーイング787-10

##### 開発中
- ボーイング787F

##### 生産終了
- ボーイング社製
  - ボーイング40A
  - ボーイング80
  - ボーイング221
  - ボーイング247
  - ボーイング307
  - ボーイング314
  - ボーイング377
  - ボーイング707
  - ボーイング717
  - ボーイング720
  - ボーイング727
  - ボーイング737
    - ボーイング737 クラシック
    - ボーイング737 ネクストジェネレーション

  - ボーイング747
  - ボーイング757
  - ボーイング767（767-300Fを除く）
- 旧マクドネル・ダグラス社製
  - DC-1
  - DC-2
  - DC-3
  - DC-4
  - DC-5
  - DC-6
  - DC-7
  - DC-8
  - DC-9
    - MD-80
    - MD-90
    - MD-95（後のボーイング717）

  - DC-10
  - MD-11

##### 計画のみ
- ボーイングNLA
- ボーイング7J7
- ボーイング2707
- ソニック・クルーザー

#### 軍用機

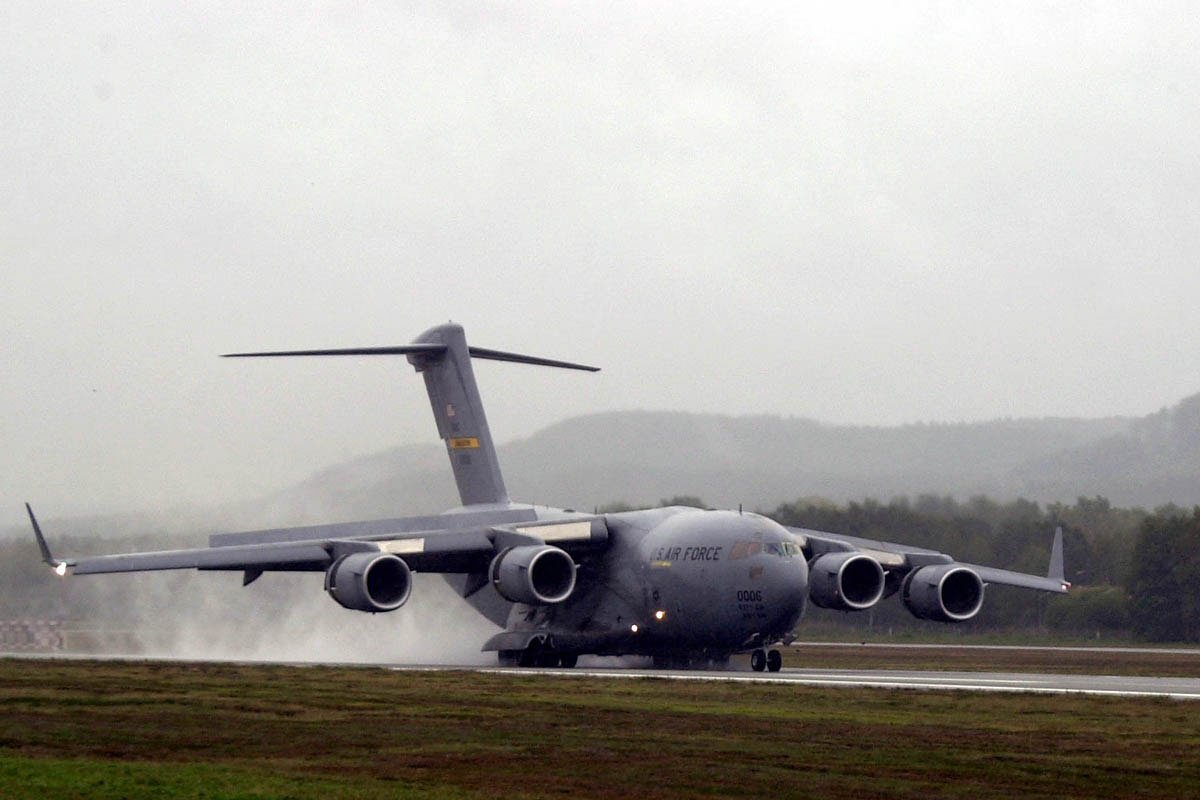
C-5と並んでアメリカ空軍が装備する大型輸送機、C-17。イギリス空軍も数機をリースしている。民間貨物機型のBC-17も一時検討された

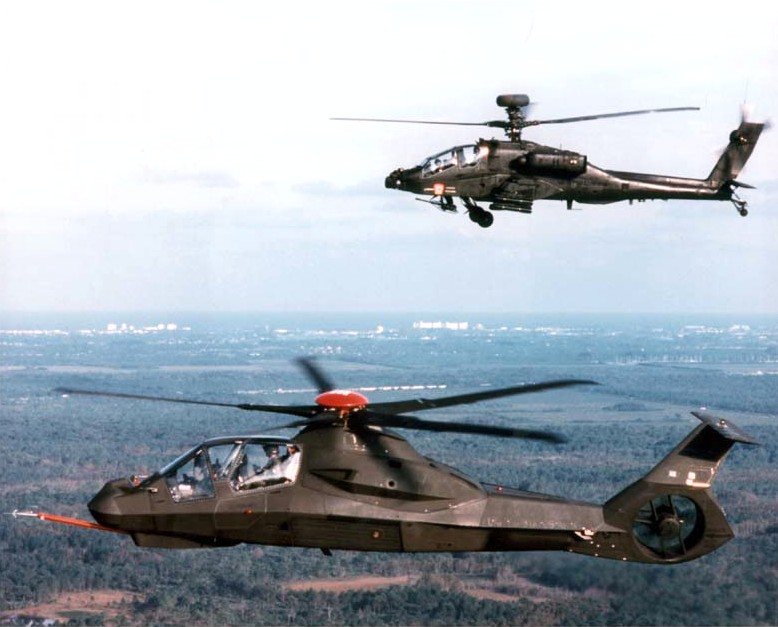
RAH-66 コマンチ（手前）と並んで飛行するAH-64 アパッチ（奥）

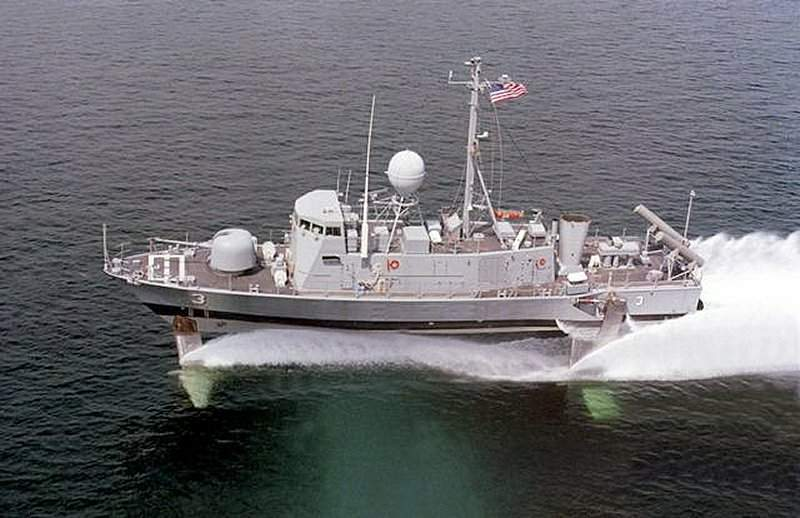
軍用929（米海軍のペガサス級水中翼ミサイル艇の三番艇トーラスPHM-3）

##### 固定翼機
- ボーイング社製
  - B-17 フライングフォートレス
  - B-29 スーパーフォートレス
  - B-47 ストラトジェット
  - B-50
  - B-52 ストラトフォートレス
  - C-97 ストラトフレイター
  - C-108
  - E-3 セントリー (707)
  - E-767 (767)
  - E-4 ナイトウォッチ (747)
  - E-6 マーキュリー (707)
  - E-8 ジョイントスターズ （機体のみ）(707)
  - E-7 ウェッジテイル (737)
  - T-43 (737)
  - T-7 レッドホーク (サーブと共同開発)
  - AL-1 (747)（開発中止）
  - C-137 ストラトライナー (707)
  - C-135 ストラトリフター (別の717)
  - KC-135 ストラトタンカー(別の717)
  - KC-97 ストラトタンカー
  - KC-767(767)
  - KC-46 ペガサス(767)
  - P-26 ピーシューター
  - PW-9
  - F2B
  - F4B
  - P-8 ポセイドン(737)
  - RC-135(別の717)
  - WC-135 コンスタントフェニックス(別の717)
  - C-40 クリッパー(737)
  - C-32 (757)
  - VC-25（747-200・米大統領専用機、2021年退役予定、後継機は747-8）
  - B-747（747-400・日本政府専用機、2019年退役、後継機は777-300ER）
  - F-22 ラプター（ロッキード・マーティンなどと共同開発）
  - EA-18G グラウラー
  - F-15EX イーグルII
  - スカイフォックス
  - RQ-3 ダークスター（ロッキード・マーティンと共同開発、計画中止）
  - MQ-25 スティングレイ
  - MQ-28 ゴーストバット
- ボーイング・インシツ（英語版）社[注釈 1]製
  - スキャンイーグル
  - RQ-21 ブラックジャック
- 旧マクドネル・ダグラス社製
  - F-4 ファントムII
  - F-15 イーグル、F-15E ストライクイーグル
  - AV-8BハリアーII(イギリスのホーカー・シドレー社(現BAeシステムズ)の開発したAV-8Aハリアーを洗練したもの)
  - F/A-18 ホーネット
  - F/A-18E/F スーパーホーネット
  - C-9（DC-9）
  - C-17 グローブマスターIII
  - KC-10 エクステンダー（DC-10）
  - T-45 ゴスホーク(イギリスのブリティッシュ・エアロスペース(現BAeシステムズ)の開発したBAe ホークに、艦上運用が可能なように改設計を行ったもの)
- 旧ロックウェルインターナショナル社製
  - B-1 ランサー
- 旧ステアマン・エアクラフト社製
  - PT-13
  - N2S

##### ティルトローター機
- ボーイング社製
  - V-22 オスプレイ（ベル・ヘリコプターと共同開発）

##### 回転翼機（一部）
- ボーイング社製
  - AH-64 アパッチ（旧マクドネル・ダグラス）
  - AH-64D アパッチ・ロングボウ
  - AH-6
  - CH-46 シーナイト（旧バートル）
  - CH-47 チヌーク
  - RAH-66 コマンチ（シコルスキー・エアクラフトと共同開発、開発中止）
  - A160 ハミングバード（旧フロンティア・システムズ）
  - SB-1 デファイアント（シコルスキー・エアクラフトと共同開発、開発中止）
  - MH-139（レオナルド S.p.Aと共同開発）

### 宇宙機
- CST-100 スターライナー
- スペースシャトル
- 国際宇宙ステーション
- ルナ・オービター
- マリナー10号
- LRV
- ボーイング376
  - BSAT 1a/1b
  - Telstar 3A/3B/3C等
- ボーイング601（旧ヒューズ601）
  - Asiasat 3/3S/4
  - DIRECTV 1/1R/2/2S/3/4
  - GOES N,O,P
  - JCSAT 3/4/5/6/8
  - SUPERBIRD 4/6/C等
- ボーイング702
  - DIRECTV 10/11/12
  - XM 1/2/3/4等
- TDRS
  - TDRS-H以降

#### 搭載機器
- マゼラン - レーダーシステム（旧ヒューズ）
- ガリレオ - 探査機子機

### ミサイル・ロケット
- アベンジャーシステム
- ボマーク
- ハープーン（旧マクドネル・ダグラス ）
- ALCM
- SRAM
- SLAM
- ヘルファイア（旧ロックウェル ）
- US ローランド XMIM-115A
- シーランス
- ミニットマン
- デルタロケット（旧マクドネル・ダグラス ）
- サターンVロケット（ボーイング、旧ノースアメリカンおよび旧ダグラス）
- GBI
- MA-31

### 船舶

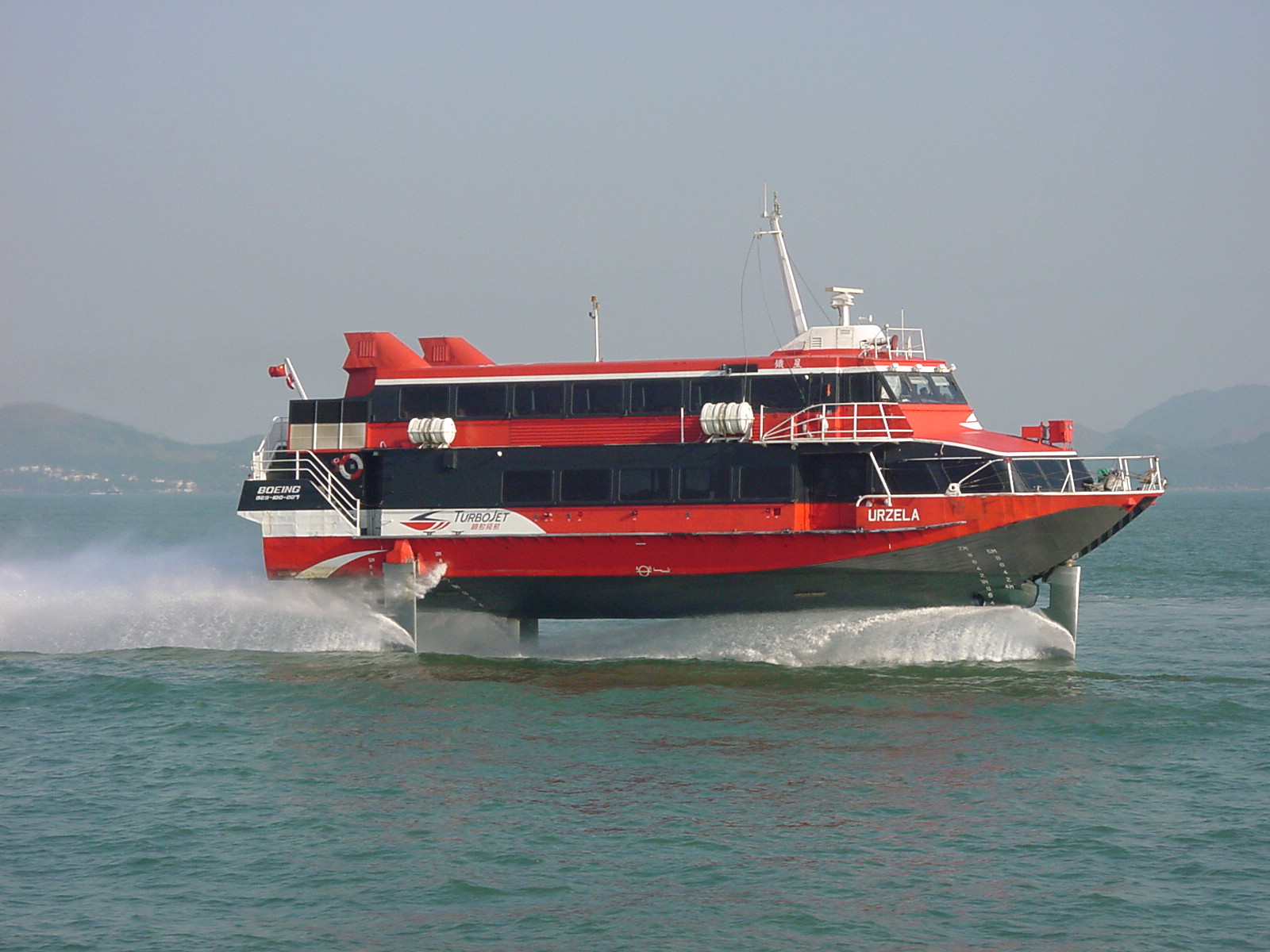
旅客用929（TurboJETの鉄星）

- ボーイング929（ジェットフォイル、水中翼船）
- ペガサス級ミサイル艇

### その他
- GBU-39
- JDAM
- JHMCS
- 海上配備Xバンドレーダー
- 速度違反自動取締装置 - 「ORBIS（オービス）」の名称で販売している。
- Echo Voyager（無人潜水艦）

## 受注と納入
| 機体                           | 受注数 | 納入数 | 未納入数 |
| ------------------------------ | ------ | ------ | -------- |
| ボーイング707                  | 856    | 856    | 0        |
| ボーイング717                  | 155    | 155    | 0        |
| ボーイング720                  | 154    | 154    | 0        |
| ボーイング727                  | 1,831  | 1,831  | 0        |
| ボーイング737 オリジナル       | 1,144  | 1,144  | 0        |
| ボーイング737 クラシック       | 1,988  | 1,988  | 0        |
| ボーイング737 NG               | 7,074  | 6,981  | 93       |
| ボーイング737 MAX              | 5,011  | 350    | 4,661    |
| ボーイング747                  | 1,418  | 1,418  | 0        |
| ボーイング747-8                | 154    | 154    | 0        |
| ボーイング757                  | 1,049  | 1,049  | 0        |
| ボーイング767                  | 1,244  | 1,135  | 109      |
| ボーイング777                  | 1,687  | 1,584  | 103      |
| ボーイング777X                 | 572    | 0      | 572      |
| ボーイング787 ドリームライナー | 1,421  | 789    | 632      |
| 合計                           | 25,755 | 19,588 | 6168     |

2019年1月現在。
表中、ボーイング737各機種の詳細は以下の通り。
- ボーイング737 オリジナル: 737-100, 737-200
- ボーイング737 クラシック: 737-300, 737-400, 737-500
- ボーイング737 NG: 737-600, 737-700, 737-700ER, 737-800, 737-900, 737-900ER
- ボーイング737 MAX: 737-7, 737-8, 737-9, 737-10

## カスタマーコード
ボーイング727型機以降の旅客機においては、顧客を区別するために「カスタマーコード」と呼ばれる符丁を型式名に付している。これはボーイングに初めて発注した際に割り当てられる。カスタマーコードは数字と英文字で2文字の組み合わせとなる が、英文字のうち「I」と「O」は使用されない。
このカスタマーコードは、顧客が発注した機材に正式な型式名として組み込まれる。例えば、カスタマーコード「46」の日本航空がボーイング747-200型機を発注した場合、正式な型式名は「ボーイング747-246」となる。これは、航空機が他社へ譲渡されても変わることはない。また、軍隊などにも同様に割り当てられており、航空自衛隊の場合は「FK」である。
個々の航空会社のカスタマーコードについては各航空会社の記事を参照されたい。ボーイング自身が発注した自社保有機の場合、カスタマーコードは「20」である。
なお、ボーイング787やボーイング737MAX、ボーイング747-8の一部では使用されていない。

## テレビ番組
- 日経スペシャル ガイアの夜明け 大空の覇権争い 〜ボーイングVSエアバス〜（2005年7月19日、テレビ東京）[29]